# 20828 Linchen
20828 Linchen è un asteroide della fascia principale. Scoperto nel 2000, presenta un'orbita caratterizzata da un semiasse maggiore pari a 2,3954936 UA e da un'eccentricità di 0,1180050, inclinata di 6,64344° rispetto all'eclittica.